# Ehemaliger Verwaltungsbau des Botanischen Gartens Darmstadt
Der ehemalige Verwaltungsbau des Botanischen Gartens ist ein Kulturdenkmal in Darmstadt.

## Architektur und Geschichte

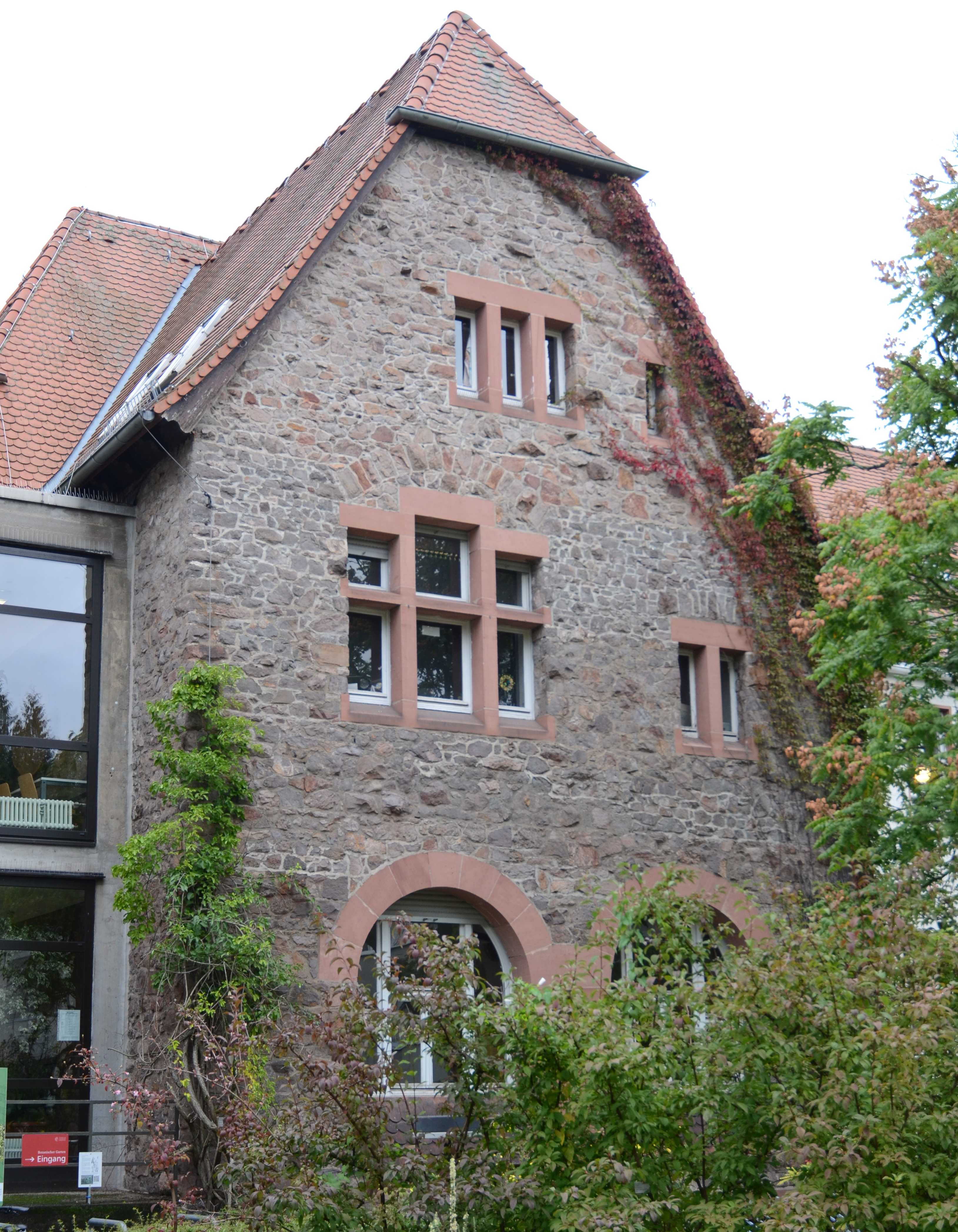
Ehemaliger Verwaltungsbau des Botanischen Gartens Schnittspahnstraße 4 in Darmstadt (Germany)

Der ehemalige Verwaltungsbau des Botanischen Gartens wurde nach Plänen des Architekturprofessors Karl Hofmann erbaut.
Das zweistöckige Bauwerk in historistischem Stil wurde 1902 errichtet. Es besteht teilweise aus Bruchsteinmauerwerk, teils aus Sichtfachwerk. Das Fachwerkgebälk ist aufwendig dekoriert. Auch im Inneren des Hauses sind bauzeitliche Elemente erhalten, vor allem die Wendeltreppe aus Holz.
Der ehemalige Verwaltungsbau ist als typisches Beispiel für die Architektur der 1900er Jahre in Darmstadt ein Kulturdenkmal und steht nach dem Hessischen Denkmalschutzgesetz unter Denkmalschutz.